# Embalse de El Burguillo
El Burguillo es un embalse situado en la subcuenca del río Alberche, dentro de la provincia de Ávila, en los términos municipales de El Tiemblo y El Barraco.
Fue inaugurado en 1913 y es la primera de las presas que regulan el curso del Alberche. El embalse tiene, como el propio río, un estiaje muy marcado durante el cual su nivel medio suele bajar por debajo de la mitad de su capacidad de almacenamiento. 
El embalse tiene una capacidad de 208,6 hectómetros cúbicos y la superficie en su cuenca es de unas 910 hectáreas, lo que le convierte en el embalse más grande e importante de la Provincia de Ávila.

## Usos
Las aguas de El Burguillo están destinadas a abastecimiento agrícola y a generar electricidad en la presa. 
Junto a estas dos actividades, la Confederación Hidrográfica del Tajo permite ciertos usos recreativos como el baño o la práctica de deportes náuticos como la navegación a vela, a remo, o a motor. Existe incluso una zona donde se puede practicar el nudismo. Con todo ello, el embalse es un reclamo para los visitantes, que también pueden realizar senderismo, camping y turismo de naturaleza en el entorno del mismo.
En su interior hay un islote donde hay una edificación imitando un castillo medieval, estando todo el perímetro de la misma rodeado por una muralla del mismo estilo.

## Presa

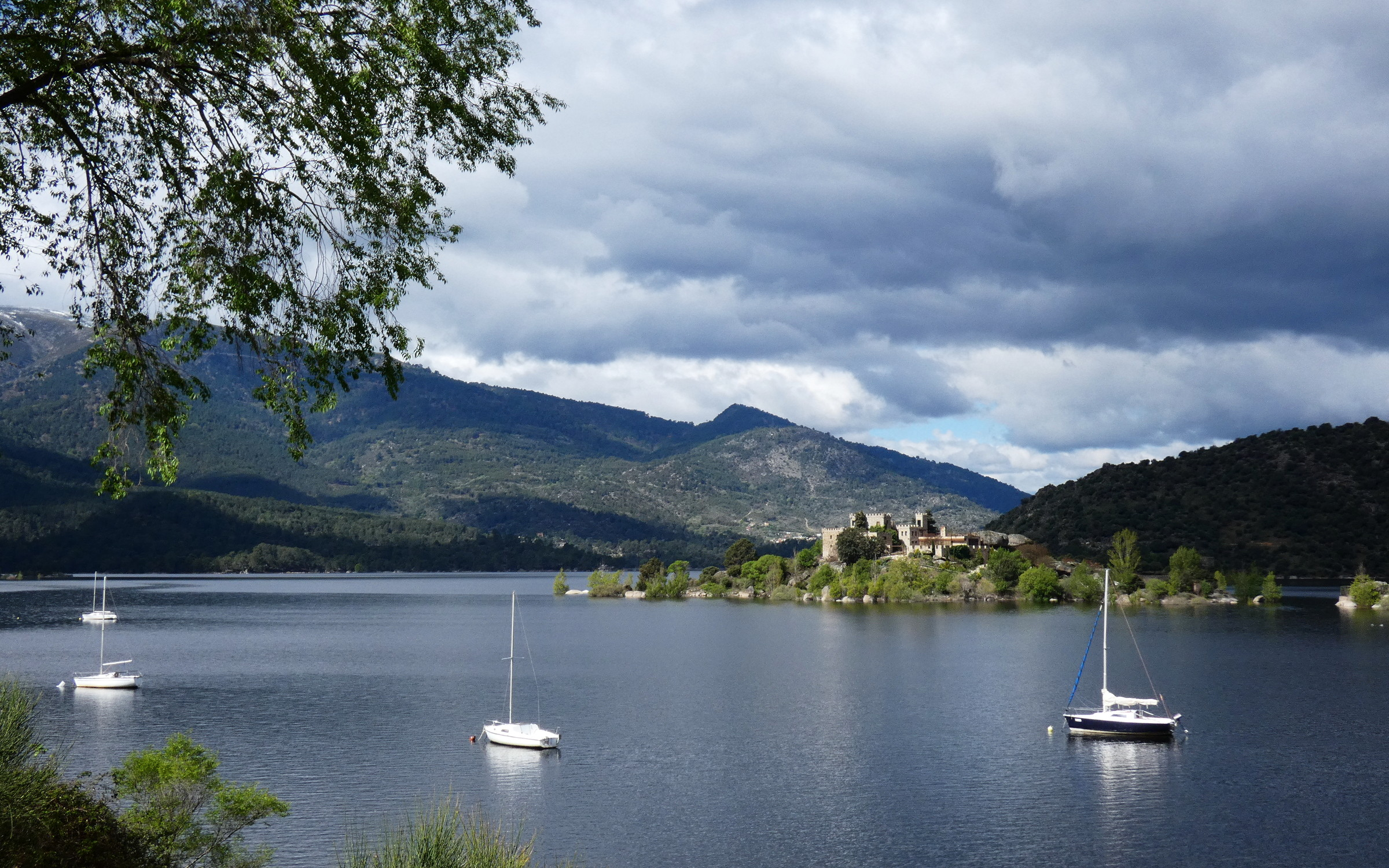
Entorno del embalse de El Burguillo.

Inaugurada en 1913, la presa de El Burguillo es una de las más antiguas de España. Es la primera de las presas que regulan el curso del río Alberche. Fue un proyecto de los ingenieros E. Becerril y A. Peralba. 
Es de tipo gravedad diseñada para contener grandes volúmenes de agua y conseguir que el propio peso de la presa por sí solo sea capaz de resistir la presión horizontal que el agua ejerce sobre ella. Tiene una altura sobre cimientos de 91 metros y una longitud de coronación de 300 metros, sólo tiene un aliviadero pero con una capacidad de descarga de 84.800 m cúbicos por segundo.